# عبدالعزیز علی
عبدالعزیز علی (انگلیسی: Abdulaziz Ali؛ زادهٔ ۵ ژوئن ۱۹۸۰) یک بازیکن فوتبال اهل قطر است.

## باشگاهی
از باشگاه‌هایی که در آن بازی کرده‌است می‌توان به الغرافه اشاره کرد.

## تیم ملی
وی همچنین در تیم ملی فوتبال قطر بازی کرده است.